# لوتيشيوم
اللوتيشيوم هو عنصر كيميائي من عناصر الجدول الدوري وله الرمز Lu والرقم الذري 71. عنصر فلزي من عناصر المجموعة الأرضية النادرة، وغالبا ما يقع الليتيتيوم مع الإيتريوم ويستخدم أحيانا في سبائك المعادن كحفاز في بعض العمليات. عند التقيد بقواعد المستويات الفرعية للجدول الدروي والسلاسل الكيميائية فإنه يتم وصف اللوتيشيوم كعنصر انتقالي، لكنه عموما يوصف على أنه لانثينيد وذلك حسب الالاتحاد الدولي للكيمياء البحتة والتطبيقية.

## الخواص المميزة والتطبيقات
اللوتيشيوم أبيض فضي, فلز ثلاثي مقاوم للتآكل وله ثبات نسبي في الهواء وهو أثقل وأصلب العناصر الأرضية النادرة.
وهذا العنصر مكلف للغاية للحصول عليه لكميات نافعة ولذا فإن له استخدامات تجارية محدودة. وعموما، فإن اللوتيشيوم الثابت يمكن أن يستخدم كحفاز في عمليات تكسير البترول في المصافي ويمكن أن يستخدم أيضا في الألكلة، والهدرجة, والبلمرة.
وتم اقتراح استخدام جرانيت اللوتيشيوم ألومنيوم (Al5Lu3O12) كعدسة في الطباعة الحجرية المغموسة ذات معامل الانكسار العالي.

## تاريخ اللوتيشيوم
اللوتيشيوم (تعنى كلمة لوتيتيا باللاتينية باريس) تم اكتشافه مستقلا في عام 1907 بواسطة العالم لافرنسي جورج أوربان وأحد علماء المعادن الأستراليين البارون كارل أوير فون ويلسباخ. ووجد كلاهما اللوتيشيوم كتلوث في معدن اليتربيا والذي كان يظن أنه يحتوى على العنصر إيتربيوم من الكيميائي جين كارليس جاليسارد ماريناك وأخرون.
وتم وصف فصل اللوتيشيوم من إيتريوم ماريناك عن طريق أوربان وبالتالى كان له شرف الاكتشاف. واختار للعنصر نيو إيتريوم ولوتيكيوم كأسماء له، ولكن تم إرجاع الاسم نيو إيتريوم إلى عنصر الإيتريوم في عام 1949 وتم تسمية العنصر 71 باللوتيشيوم.
ويلزباخ اقترح الاسم «كاسيوبيوم» للعنصر 71 (على اسم النجم كاسيوبيا) وألبيباريوم كاسم للإتربيوم، ولكن تم رفض هذان الاسمان.

## التواجد في الطبيعة
يتواجد مع تقريبا كل الفلزات الأرضية النادرة ولكن لا يتواجد بمفرده، ويصعب للغاية فصل اللوتيشيوم من العناصر الأخرى وهو أقل العناصر وفرة على الإطلاق. وبالتالي، هو أحد أغلى الفلزات’ وتبلغ قيمته 6 مرات تقريبا مثل الذهب.
وأهم المصادر القابلة للاستخدام للوتيشيوم هو المعدن الأرضي النادر للفوسفات المونازايت: (Ce، La, 4 PO، ويحتوى على 0.003 % من العنصر. فلز اللوتيشيوم النقي تم عزله حديثا وهو صعب للغاية في تحضيره (وهو أحد وأغلى العناصر الأرضية النادرة). ويتم فصله من العناصر الأرضية النادرة الأخرى بواسطة التبادل الأيوني ثم يتم الحصول عليه في شكله العنصري باختزال 3LuCl المائي أو 3LuF بواسطة فلز أو فلز قلوي ترابي.

## النظائر
يتكون اللوتيشيوم الموجود طبيعيا من نظير واحد ثابت Lu-175 بتواجد 97.41%. ويوجد 33 نظير مشع, وأكثرهم ثباتا Lu-176 وله عمر نصف يبلغ 3.78 * 1010 سنة وبنسبة تواجد (2.59 %), Lu-174 وله عمر نصف يبلغ 3.31 سنة, Lu-173 وله عمر نصف 1.37 سنة. وكل النظائر المشعة المتبقية لها عمر نصف أقل من 9 أيام، ومعظم هذه النظائر لها عمر نصف أقل من نصف ساعة. وللعنصر أيضا حالات رجوع وأكثرها ثباتا Lu-177m بعمر نصف 160.4 يوم, Lu-174m بعمر نصف 142 يوم, Lu-178m بعمر نصف 23.1 دقيقة.
وتتراوح نظائر اللوتيشيوم في الوزن الذري بين 149.973 (Lu-150), 183.961 (Lu-184). وطريقة الإضمحلال الأساسية قبل أكثر النظائر ثباتا Lu-175، هو أسر الإلكترون (ببعض انبعاثات ألفا، بوزيترون), والنظام الأساسي بعدها هو انبعاث بيتا. والناتج الأساسي قبل Lu-175 هي نظائر العنصر رقم 70 (الإيتربيوم) والنواتج الأساسية بعد هي نظائر العنصر رقم 72 (الهافنيوم).

## مركبات اللوتيشيوم
- الفلوريدات: LuF3
- الكلوريدات: LuCl3
- البروميدات: LuBr3
- اليودات: LuI3
- الأكسيدات: Lu2O3
- الكبريتيدات: Lu2S3
- النيتريدات: LuN3

شاهد أيضا: مركبات اللوتيشيوم 

## الاحتياطات
مثل الفلزات الأرضية النادرة الأخرى، ينظر للوتيشيوم على أن له سمية منخفضة، ولكن يجب التعامل معه بحرص وخاصة مركباته. ولتراب الفلز خطورة من ناحية الاشتعال والانفجار. ولا يلعب اللوتيشيوم أي دور حيوي في جسم الأنسان ولكن يظن أنه يساعد في حث عملية الأيض.